# غريغوري ينكو
غريغوري ينكو (بالروسية: Денисенко, Григорий Георгиевич)‏ هو لاعب هوكي الجليد روسي، ولد في 24 يونيو 2000 في نوفوسيبيرسك في روسيا.

## وصلات خارجية
- غريغوري ينكو على موقع دوري الهوكي الوطني (الإنجليزية)
- غريغوري ينكو على موقع دوري الهوكي للقارات (الإنجليزية)
- غريغوري ينكو على موقع EliteProspects.com (الإنجليزية)
- غريغوري ينكو على موقع Eurohockey.com (الإنجليزية)
- غريغوري ينكو على موقع HockeyDB.com (الإنجليزية)
- غريغوري ينكو على موقع Hockey-Reference.com (الإنجليزية)
- غريغوري ينكو على موقع أوليمبيديا (الإنجليزية)